# Fußball in Deutschland

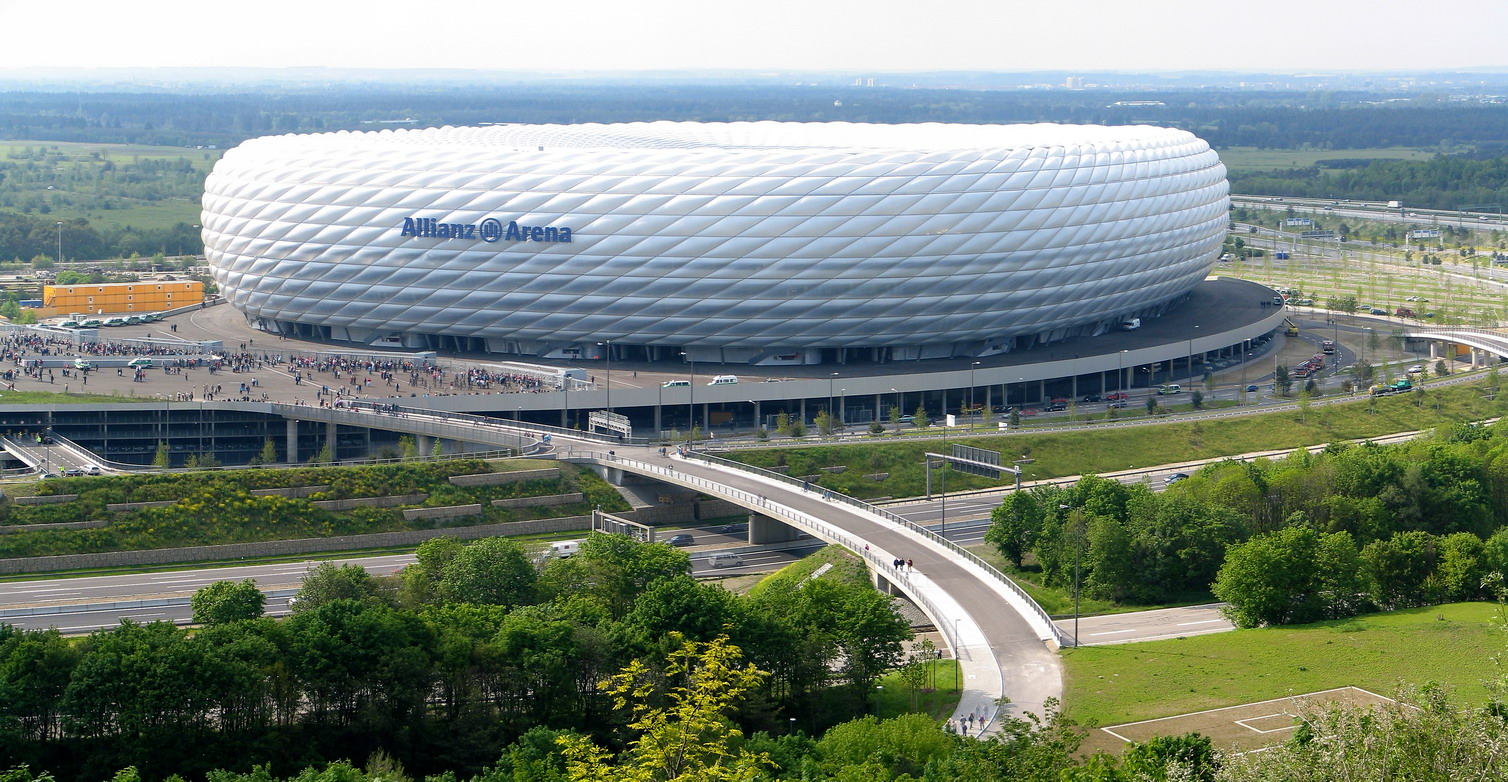
Allianz Arena in München

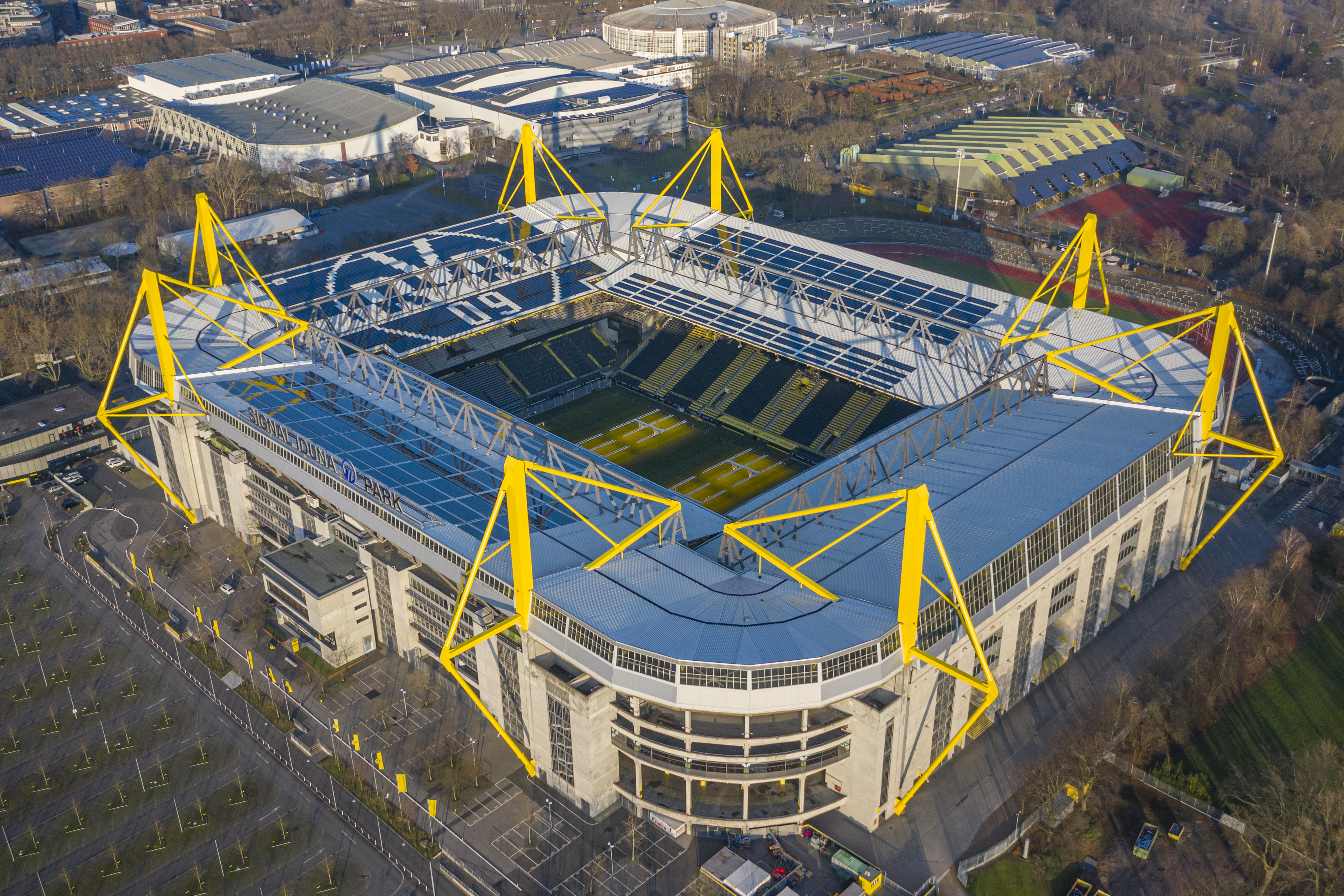
Westfalenstadion und Stadion Rote Erde in Dortmund

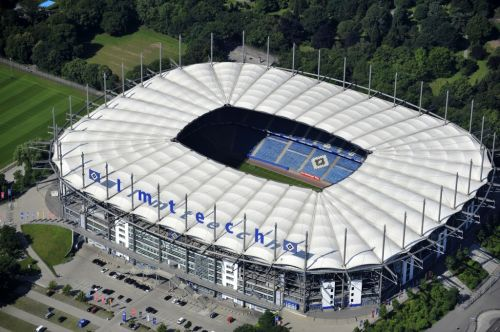
Volksparkstadion in Hamburg

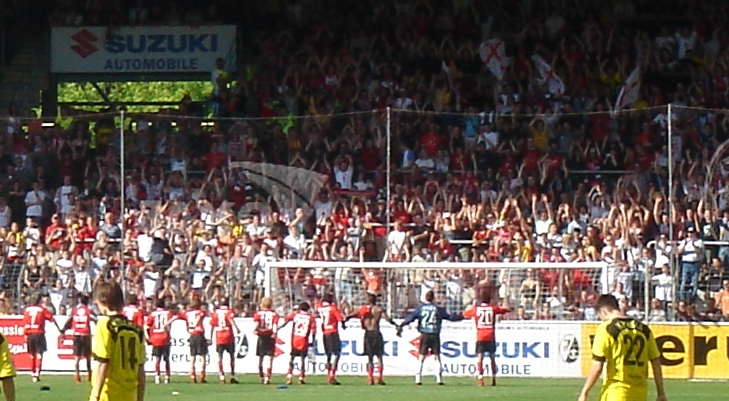
Begeisterung bei einem Bundesligaspiel

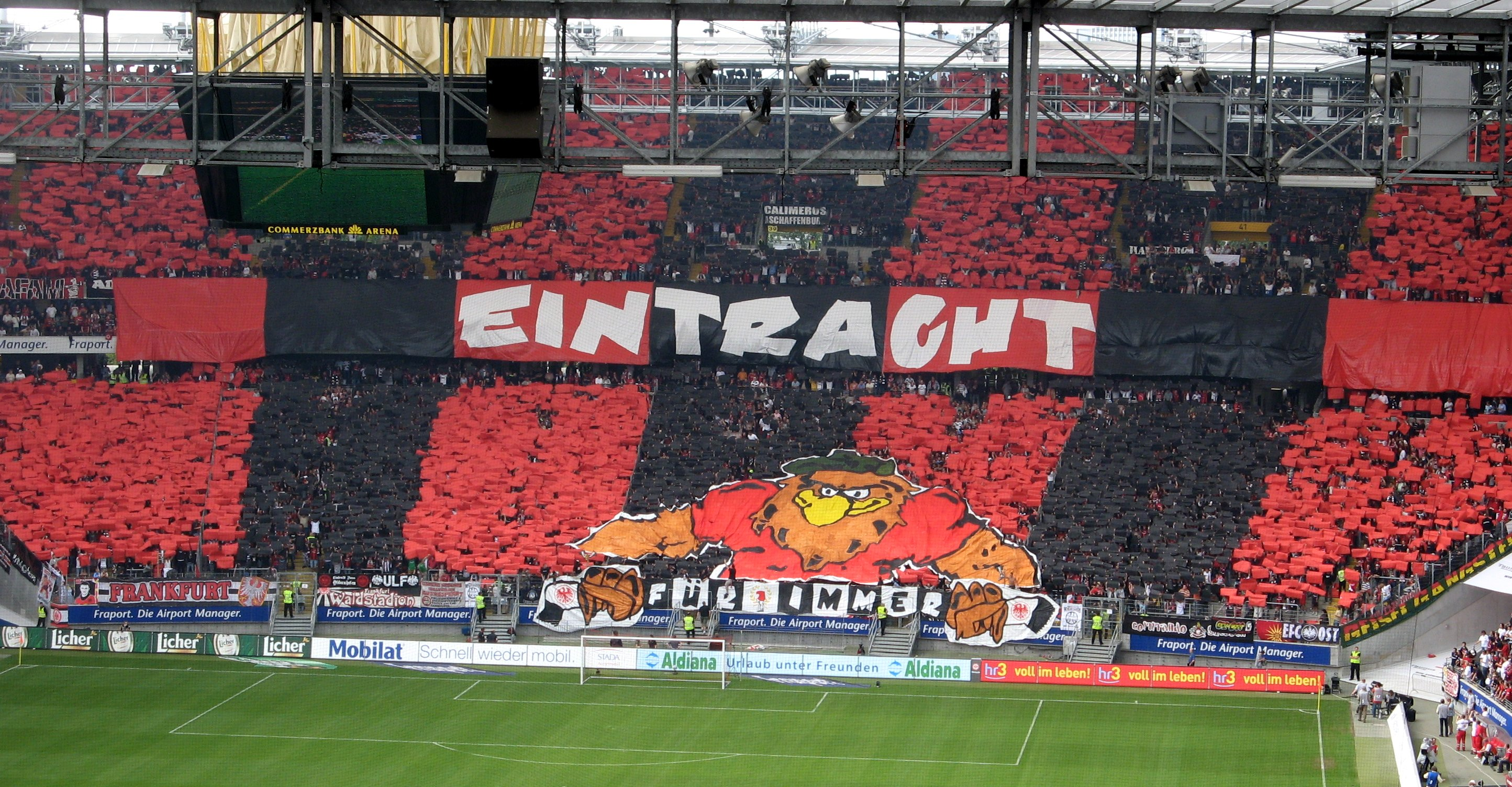
Choreographie von Frankfurt-Ultras

Fußball ist die in Deutschland mit Abstand beliebteste Sportart. Sechseinhalb Millionen Menschen (über acht Prozent der Bevölkerung) sind Mitglied in einem der über 27.000 Fußballvereine. Es besteht ein Ligasystem, an dessen Spitze die 1963 gegründete Bundesliga, die 1974 eingeführte 2. Bundesliga und seit der Spielzeit 2008/09 bei den Männern die eingleisige 3. Liga stehen. In der Bundesliga wird der Deutsche Meister ermittelt. Zugleich gibt es nationale Turniere wie den DFB-Pokal.

## Geschichtlicher Überblick

### Die Anfänge im 19. Jahrhundert

Spott der Turner

Der Fußballsport kam 1873 zehn Jahre nach der Gründung der FA (The Football Association) von den britischen Inseln nach Deutschland und wurde zunächst hauptsächlich von Gymnasiasten gespielt. Ansässige englische Kaufleute und Industrielle brachten in der zweiten Hälfte des 19. Jahrhunderts neben dem traditionellen Reitsport den Fußballsport in das westliche Rheinland. Sport zu treiben war damals ein Privileg der feinen Leute, und unter Sportausübung wurden in den Turn- und Sportvereinen in erster Linie Turnübungen in Gruppen verstanden, die Harmonie und Disziplin zum Ziel hatten. Der Wettkampfsport Fußball, bei dem auch die individuelle Leistung eines Sportlers im Vordergrund steht, stand in krassem Gegensatz zu diesen Idealen, er wurde als „Lümmelei“ oder „Englische Krankheit“ bezeichnet und seine Ausübung in den Vereinen zunächst fast überall verboten.
Konrad Koch, einem fortschrittlichen Deutsch- und Altsprachenlehrer des Gymnasiums Martino-Katharineum in Braunschweig, gelang es als erstem, die dem Fußball entgegengebrachten Vorbehalte auszuräumen. Überwiegend wird ein von Schülern des Martino-Katharineums im Herbst 1874 ausgetragenes Fußballspiel unter der Leitung Kochs und seines Kollegen August Hermann, der seinem Kollegen Koch den ersten Ball von den englischen Inseln nach Braunschweig mitbrachte, als erstes seiner Art auf deutschem Boden angesehen. 1875 legte Koch das erste Fußball-Regelwerk für dieses in Deutschland neue Spiel vor und gründete noch im selben Jahr an seiner Schule den ersten Fußballverein Deutschlands. Das Regelwerk orientierte sich jedoch noch bis 1893 an der heute als Rugby bekannten Variante.
Andere Quellen, die davon sprechen, dass das erste Fußballspiel auf deutschem Boden im April 1874 in Dresden stattfand, haben sich als überholt erwiesen. Dort hatten nach einem Bericht der Leipziger Zeitung vom April 1874 Engländer einen Fußballklub Dresden English Football Club gegründet. Man traf sich regelmäßig an den Samstagen vor dem Eingang des Großen Gartens ganz in der Nähe des heutigen Rudolf-Harbig-Stadions und veranstaltete das für die meisten Zuschauer damals fremdartig wirkende Spiel. Allerdings spielte man in Dresden Rugby. Dies geht aus einer englischen Quelle hervor, die betont, dass der Dresden Football Club im Oktober 1873 gegründet wurde und nach den Rugby-Regeln spielte. Der derzeit älteste Nachweis für Fußball im heutigen Sinne (Assoziationsfußball) stammt aus Lüneburg. Dort führten der Lehrer Wilhelm Görges und der aus Australien stammende Richard E. N. Twopenny das Spiel am dortigen Johanneum im August 1875 ein. Mehrere Spiele sind dokumentiert, über das erste berichteten auch die Lüneburgschen Anzeigen im September 1875. Der am Johanneum gegründete Club bestand aber nur kurze Zeit und geriet danach in Vergessenheit.
Die Zahl der Fußballspieler, die zunächst immer noch einige Widerstände zu überwinden hatten, wuchs seitdem ständig. Im Laufe der 1880er-Jahre entstanden in Berlin, Hamburg und Karlsruhe die ersten Vereine. Berlin war in dieser Zeit ein Zentrum des deutschen Fußballspiels. So wurde dort 1888 der BFC Germania 1888 aus Berlin-Tempelhof gegründet. Er ist heute der älteste noch existierende Fußballclub Deutschlands. Ebenfalls in Berlin wurde 1890 der Bund Deutscher Fußballspieler gegründet, und im Süden Deutschlands wurde 1893 die Süddeutsche Fußball-Union aus der Taufe gehoben. Beinahe wäre es bereits zu jenem Zeitpunkt zu einer Vereinigung der beiden Verbände gekommen; allerdings verlangten die Berliner, dass Berlin auf Dauer Sitz des neuen Verbandes werden sollte, was von den Süddeutschen abgelehnt wurde.
In der Zeit zwischen 1898 und 1901 wurden sieben von Walther Bensemann organisierte Spiele von deutschen Auswahlmannschaften gegen französische und englische Mannschaften bestritten, die als Ur-Länderspiele bezeichnet werden. Da sie vor der Gründung eines allgemein anerkannten nationalen Sportverbandes ausgetragen wurden, sind sie nicht als offizielle Länderspiele anerkannt. Erst am 28. Januar 1900 bildete sich mit der Gründungsversammlung des Deutschen Fußball-Bunds in Leipzig ein deutschlandweiter Dachverband, dem sich nach und nach die regionalen Verbände anschlossen.

### Erste Meisterschaftsrunden und Länderspiele

Spieler und Funktionäre des DFB beim Länderspiel am 5. April 1908 in Basel

Nach der Gründung des Deutschen Fußball-Bundes wurde dann bereits 1903 die erste Endrunde um die deutsche Meisterschaft ausgetragen, die der VfB Leipzig gewann. Mit dem VfB Leipzig und anderen, wie beispielsweise Britannia Berlin, dem Karlsruher FV, dem Karlsruher FC Phönix, dem BFC Viktoria 1889, dem Duisburger SpV oder Holstein Kiel, wuchsen die ersten großen Mannschaften heran. Am 5. April 1908 fand das erste offizielle Länderspiel statt. Gegen die Nationalmannschaft der Schweiz gab es eine 3:5-Niederlage in Basel. In den Anfangsjahren war die deutsche Nationalmannschaft wenig erfolgreich. Bis zum Ausbruch des Ersten Weltkrieges im Jahr 1914 trug die DFB-Auswahl dreißig Spiele aus, von denen lediglich sechs gewonnen wurden. Eines dieser sechs gewonnenen Spiele fand während der Olympischen Spiele 1912 in Stockholm statt – Deutschland gewann am 1. Juli 1912 gegen Russland mit 16:0. Dies ist bis heute der höchste Sieg der deutschen Fußballauswahlmannschaft. Gottfried Fuchs erzielte in diesem Spiel insgesamt zehn Tore – dieser Weltrekord hielt bis zum Jahr 2001.
Das erste Länderspiel nach dem Krieg am 27. Juni 1920 in Zürich gegen die Schweiz ging mit 1:4 verloren. Auch in der Folgezeit der 1920er-Jahre verlor die deutsche Nationalmannschaft öfter als sie gewann. Doch in den deutschen Klubs wurde bereits ausgezeichneter Fußball gespielt. Ein deutlicher Schwerpunkt in dieser Zeit war Franken, denn von 1920 an bestimmten der 1. FC Nürnberg und die SpVgg Fürth beinahe zehn Jahre lang den deutschen Spitzenfußball. Weitere erfolgreiche Vereine dieser Epoche waren Hertha BSC und der Hamburger SV, die ebenfalls mehrere Meisterschaften und Finalteilnahmen erreichten.
Neben dem Deutschen Fußball-Bund organisierten sich die Fußballer in den Anfangsjahren auch in anderen Verbänden, die ebenfalls deutsche Fußballmeisterschaften veranstalteten. So trug der Arbeiter-Turn- und Sportbund (ATSB) zwischen 1919 und 1932 Meisterschaften aus. Der Verband hatte sogar eine eigene Nationalmannschaft, die insgesamt 77 Länderspiele austrug. 1928 spaltete sich der KPD-nahe kommunistische Verband Rotsport vom ATSB ab und trug ab 1930 eine eigene Meisterschaft aus. Zudem ermittelte die bürgerliche Deutsche Turnerschaft zwischen 1925 und 1930 einen eigenen Deutschen Meister. Danach ging der Verband in den Reichssportbund auf und die Fußballmannschaften zum DFB über. Daneben gab es auch kirchliche Verbände, die Meisterschaften veranstalteten. Die Deutsche Jugendkraft (DJK) war der Sportverband der katholischen Kirche und trug unregelmäßig Meisterschaften aus.

### Zeit des Nationalsozialismus
Mit der Machtübernahme der Nationalsozialisten 1933 wurde auch der Fußball seiner Freiheit beraubt. Der Arbeiter-Turn- und Sportbund sowie Rotsport wurden verboten und Funktionäre wie der KPD-Reichstagsabgeordnete und Rotsport-Vorsitzende Ernst Grube in Konzentrationslagern ermordet. Auch die Deutsche Jugendkraft löste sich von 1933 an auf und wurde 1935 reichsweit verboten. Der DFB wurde als Fachamt Reichsfußball in den Reichsbund für Leibesübungen integriert, und der Sport wurde als Propagandamittel genutzt. Die damit einhergehende finanzielle Unterstützung erlaubte es der deutschen Nationalmannschaft jedoch, zwischen 1933 und dem Zusammenbruch 1945 insgesamt 105 Länderspiele zu bestreiten. Der dritte Platz bei der Weltmeisterschaft 1934 in Italien blieb aber der einzige große Erfolg. Beim olympischen Turnier in Berlin schied man gleich zu Beginn durch ein 0:2 gegen Norwegen aus, und auch bei der Weltmeisterschaft 1938 in Frankreich scheiterte die Vertretung des Großdeutschen Reiches durch ein 1:1 und 2:4 gegen die Schweiz. Auf nationaler Ebene war dies die Zeit der Gauligen und des FC Schalke 04, der von 1933 bis 1942 bis auf eine Ausnahme (1936) jedes Mal im Endspiel stand und die deutsche Meisterschaft sechsmal gewinnen konnte. Wenig bekannt ist bisher, dass auch in den Konzentrationslagern Fußball gespielt wurde, im KZ Theresienstadt gab es sogar eine eigene Liga.

### Nach dem Zweiten Weltkrieg
Recht schnell nach Ende des Zweiten Weltkrieges wurden die Oberligen als höchste bundesdeutsche Spielklasse gegründet. Am 10. Juli 1949 wurde in Stuttgart für die amerikanische, die britische und die französische Besatzungszone die Wiedergründung des Deutschen Fußball-Bundes proklamiert. Für die sowjetische Besatzungszone konstituierte sich am 3. Juli 1950 der Fachausschuss Fußball, dem später der am 17./18. Mai 1958 in Berlin gegründete Deutsche Fußball-Verband der DDR folgte.
Das erste Nachkriegsendspiel um die (west)deutsche Meisterschaft 1948 gewann der 1. FC Nürnberg gegen den 1. FC Kaiserslautern – der Vertreter der sowjetischen Besatzungszone, die SG Planitz, durfte zu ihrem Viertelfinalspiel gegen Nürnberg aufgrund politischer Spannungen zwischen den Siegermächten nicht antreten. Beim FIFA-Kongress 1950 in Rio de Janeiro wurde die BRD dank der Fürsprache der Schweiz, Englands und des Deutsch-Amerikanischen Fußball-Bundes wieder in den Weltverband aufgenommen, die Aufnahme der DDR folgte 1952.
Am 22. November 1950 fand daraufhin das erste Nachkriegsländerspiel statt. Wieder machte die Schweiz den Anfang. Diesmal gewann die BRD jedoch mit 1:0. Weniger glücklich endete das erste Spiel der DDR-Nationalmannschaft, die am 21. September 1952 in Warschau gegen Polen 0:3 verlor.
Eine Sternstunde im deutschen Fußball war der erstmalige Gewinn der Fußball-Weltmeisterschaft 1954 in der Schweiz, als der krasse Außenseiter Bundesrepublik Deutschland das über Jahre hinweg ungeschlagene Team Ungarns mit 3:2 besiegte. Obwohl die BRD 1958 in Schweden lediglich Vierter wurde und 1962 in Chile bereits im Viertelfinale ausschied, bestimmte der Sieg im als Wunder von Bern bekannten WM-Finale den weiteren Weg des Fußballs in der Bundesrepublik. Gute Mannschaften wie der 1. FC Kaiserslautern, der VfB Stuttgart, Borussia Dortmund, Eintracht Frankfurt und der 1. FC Köln wuchsen heran. Immer neue Stars wurden geboren. Mit der Fusion der Oberligen der amerikanischen, der französischen und der britischen Besatzungszone zur Fußball-Bundesliga im Jahr 1963 schnellte das Leistungsniveau nach oben. In der sowjetischen Besatzungszone behielt man hingegen die (DFV-)Oberliga bei und gründete 1965/66 zehn Leistungszentren, welche die Talente bündeln und die Vereine nach vorne bringen sollten. Ebenso wurde der Fußball im Westen des Landes professioneller und es stellten sich weitere Erfolge ein. 1966 scheiterte die BRD-Nationalmannschaft im Weltmeisterschaftsfinale gegen England nur unglücklich, 1970 in Mexiko wurde man nach mitreißenden Spielen Dritter, 1972 konnte man die Europameisterschaft und 1974 die Weltmeisterschaft gewinnen.
Am 22. Juni 1974 gab es in Hamburg auch den einzigen Vergleich der beiden deutschen Nationalmannschaften, den die DDR durch ein Tor von Sparwasser knapp für sich entschied. Ihren größten Turnier-Erfolg feierte die DDR-Nationalmannschaft jedoch zwei Jahre später, als sie bei den Olympischen Spielen in Montreal die Goldmedaille errang. In der Bundesliga und im Europapokal kamen unterdessen die legendären Mannschaften von Borussia Mönchengladbach und vor allem dem FC Bayern München auf, der sich seit den 1970er Jahren zum erfolgreichsten deutschen Fußballverein entwickelte.
Mit dem Gewinn der Europameisterschaften 1980 und 1996 sowie der Weltmeisterschaft 1990 zahlreichen Erfolgen deutscher Vereinsmannschaften im Europapokal demonstrierte der deutsche Fußball auch in der Folgezeit weiterhin seine Qualität.

### Im 21. Jahrhundert
Auch im Jugendbereich konnte Deutschland einen beachtlichen Erfolg feiern, so wurde man kurzzeitig im Sommer 2009 amtierender Europameister von U 17, U 19 und U 21. Dies gelang zuvor noch keinem anderen Land. Mit dem Gewinn der Fußball-Weltmeisterschaft 2014 setzte der deutsche Fußball den Erfolg fort.
Nachdem die UEFA zur Fußball-Europameisterschaft 2024 zur Verhinderung von Rudelbildungen und Lamentierens nach umstrittenen Schiedsrichterentscheidungen die Regel eingeführt hatte, dass nur der Mannschaftskapitän oder im Falle eines Torwarts als Kapitän ein vorher bestimmter Feldspieler mit den Unparteiischen diskutieren beziehungsweise sprechen darf und die Regel bei der EM 2024 überzeugte, übernahm der DFB diese Regel zur Saison 2024/25 für alle deutschen Spielklassen.

## Der Deutsche Fußball-Bund

Logo des Deutschen Fußball-Bunds

Der Deutsche Fußball-Bund (DFB) wurde am 28. Januar 1900 in der Gaststätte „Zum Mariengarten“ in Leipzig durch die Vertreter von 86 Vereinen gegründet. Ferdinand Hueppe, der den DFC Prag vertrat, wurde zum ersten Präsidenten des DFB gewählt. Mit Gründung des DFB durch die 86 Gründungsvereine gab es von nun an einen Führungsverband, der ab 1903 die deutsche Meisterschaft ausrichtete.
1904 trat der Deutsche Fußball-Bund dem Weltfußballverband FIFA bei. Zur europäischen Fußball-Union UEFA trat er im Jahr 1954 bei. Mit seinen insgesamt über sechs Millionen Mitgliedern in 26.000 Vereinen ist der fünf Regional- und 21 Landesverbände umfassende Deutsche Fußball-Bund heute der größte nationale Sportfachverband der Welt.
Der DFB stellt die deutsche Fußballnationalmannschaft zusammen und organisiert die unter seinem Dach ausgetragenen nationalen Wettbewerbe zur deutschen Meisterschaft, DFB-Pokal, DFB-Liga-Pokal sowie weiterer Frauen-, Jugend- und Amateurfußball-Wettbewerbe.

### Ausrichtung der Weltmeisterschaft 1974

Sondermarke zur WM 1974

Der DFB richtete mit der Fußball-Weltmeisterschaft 1974 erstmals ein großes Fußballturnier aus. Zum Bau bzw. Umbau der neun WM-Stadien wurden 242 Millionen Mark (123 Millionen Euro) ausgegeben.

### Ausrichtung der Europameisterschaft 1988
Der Deutsche Fußball-Bund (DFB) richtete 1988 die UEFA-Europameisterschaft in der Bundesrepublik aus. Acht Mannschaften nahmen am Turnier teil (Gruppe A: BR Deutschland, Italien, Spanien, Dänemark; Gruppe B: UdSSR, Niederlande, Irland, England). Die niederländische Mannschaft gewann das Turnier (2:0 im Finale im Münchener Olympiastadion gegen die UdSSR). Die Bundesrepublik kam bis ins Halbfinale, wo sie den Niederlanden mit 1:2 unterlag. Der mit Abstand erfolgreichste Torjäger des Turniers war mit fünf Treffern der Niederländer Marco van Basten.

### Ausrichtung der Weltmeisterschaft 2006
Der Deutsche Fußball-Bund war Ausrichter der Fußball-Weltmeisterschaft 2006. Die 18. Fußball-Weltmeisterschaft fand vom 9. Juni bis zum 9. Juli 2006 in Deutschland statt. Insgesamt zwölf Städte waren Gastgeber der Fußball-Weltmeisterschaft. Bei dem Vergabeverfahren sollten die modernsten und sichersten Stadien Deutschlands ausgewählt werden, die zudem recht flächendeckend über Deutschland verteilt sein sollten. Alle zwölf Austragungsorte (München, Nürnberg, Stuttgart, Kaiserslautern, Frankfurt am Main, Leipzig, Köln, Gelsenkirchen, Dortmund, Hannover, Berlin und Hamburg) konnten neue Stadien vorweisen, die für zwischen 48 und 280 Millionen Euro umgebaut oder neu gebaut wurden. In Bau und Erweiterung der Stadien investierten der Staat und die Betreiber rund 1,38 Milliarden Euro. Deutschland erhoffte sich durch die Ausrichtung des nach Fernsehzuschauern zweitgrößten Sportereignisses der Welt wichtige gesamtwirtschaftliche Impulse.

### Ausrichtung der Europameisterschaft 2024
Der Deutsche Fußball-Bund trug 2024 die 17. Fußball-Europameisterschaft aus, für dessen Ausrichtung der DFB am 27. September 2018 den Zuschlag des UEFA-Exekutivkomitees erhielt. Das Konzept fußt dabei auf der erneuten Verwendung jener Stadien, in denen schon bei der WM 2006 Spiele stattfanden. So wurden die neben Gastgeber Deutschland qualifizierten 23 Mannschaften wie bereits 18 Jahre zuvor in Dortmund, Berlin, Frankfurt am Main, Gelsenkirchen, Hamburg, Köln, Leipzig, München und Stuttgart gegeneinander antreten. Einzig Düsseldorf kam als Spielort, der 2006 keine Verwendung fand, hinzu. Bei dem Turnier, das vom 14. Juni bis zum 14. Juli 2024 stattfand, wurde in 51 Spielen der Nachfolger des Titelträgers des pan-europäischen Turniers von 2021 gesucht. Gewinner wurde Spanien, die England im Finale mit 2:1 besiegten. Titelverteidiger Italien verlor im Achtelfinale 0:2 gegen die Schweiz.

## Die deutsche Fußballnationalmannschaft

Logo der Männer-Nationalmannschaft

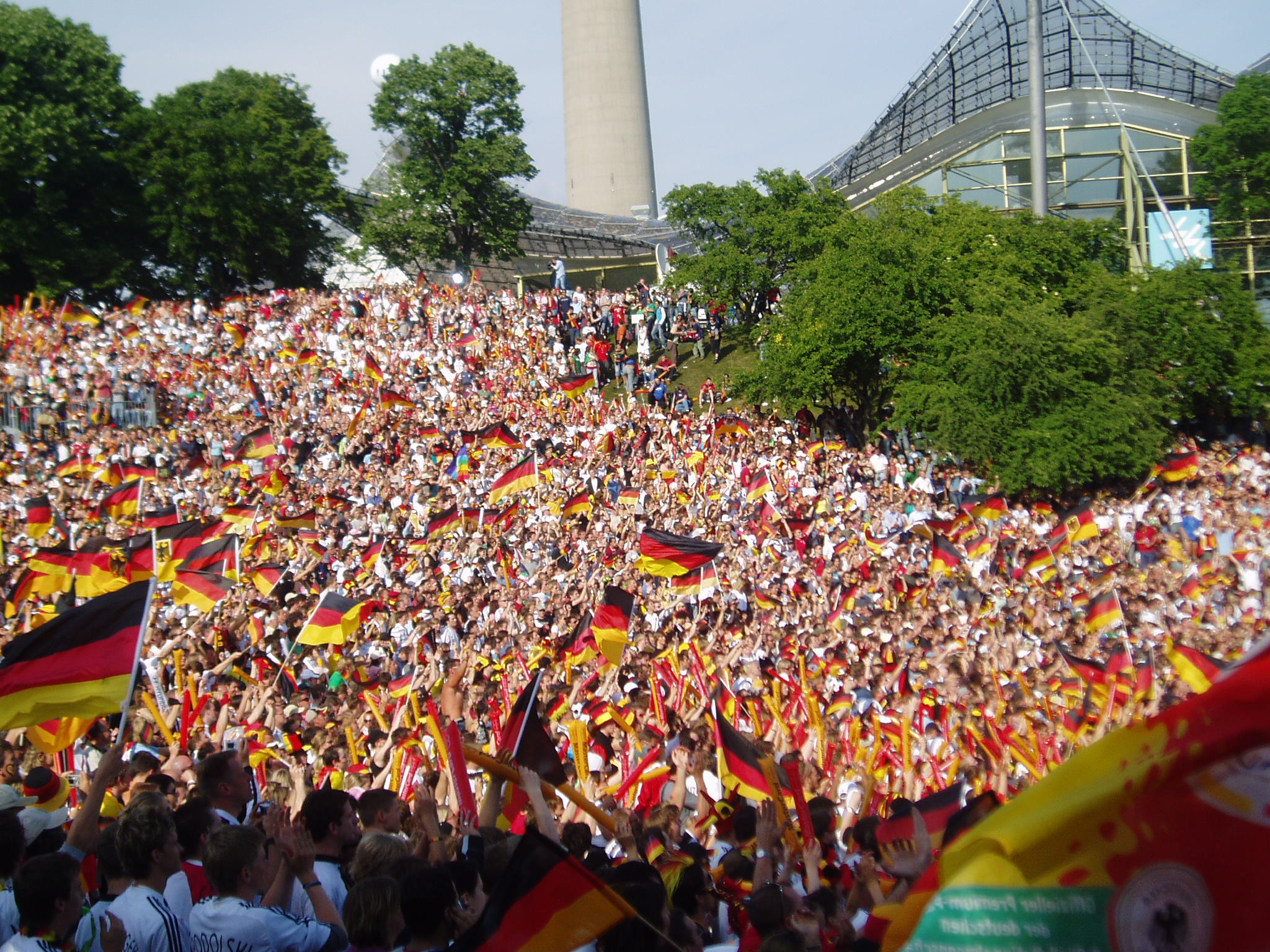
Fans im Olympiapark München beim Spiel Deutschland – Costa Rica bei der WM 2006

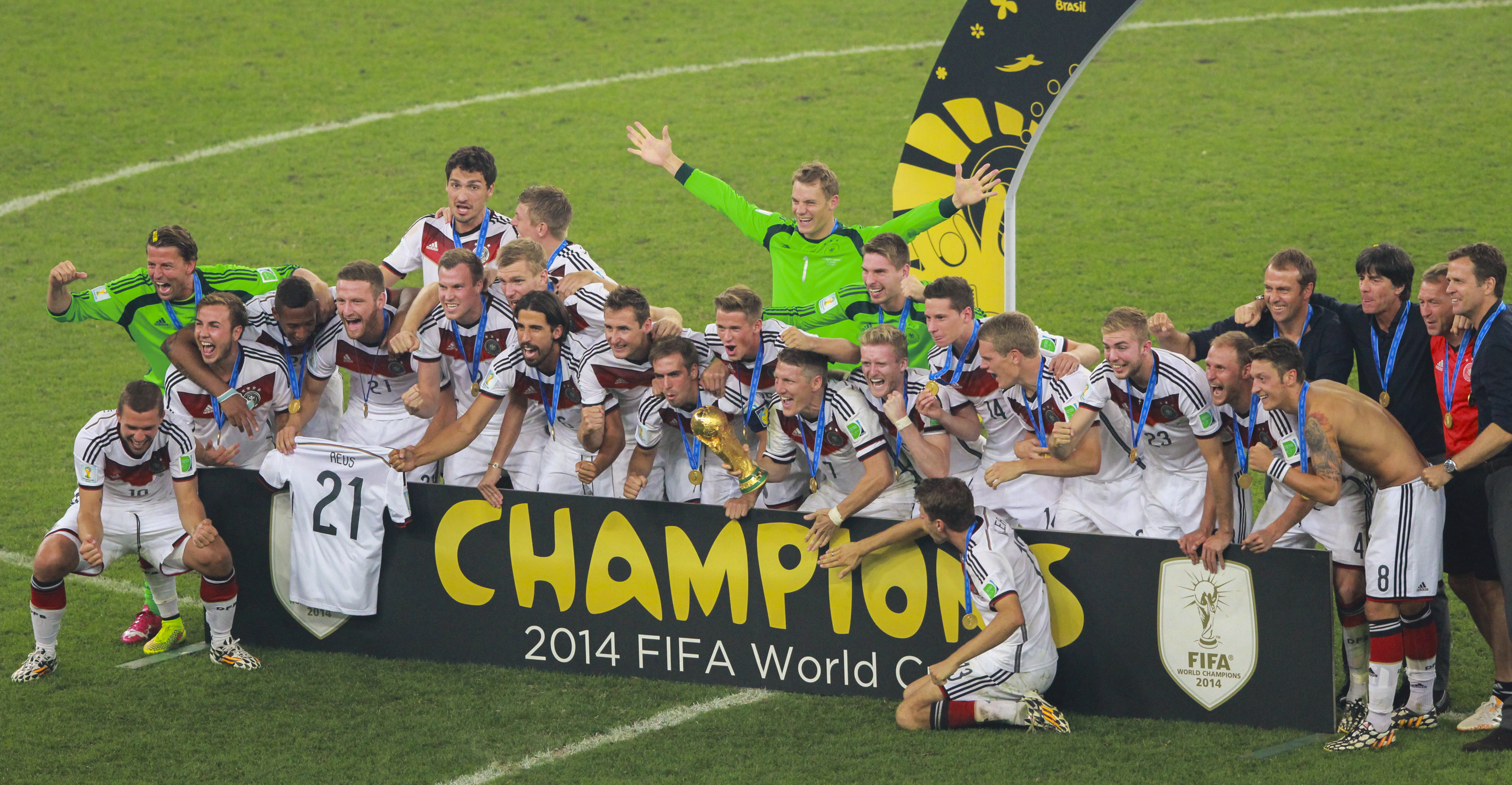
Deutsche Nationalmannschaft nach dem Gewinn der Fußball-Weltmeisterschaft 2014

Die deutsche Fußballnationalmannschaft ist die vom Bundestrainer getroffene Auswahl der deutschen Spieler, die den Deutschen Fußball-Bund (DFB) auf internationaler Ebene, zum Beispiel in Freundschaftsspielen gegen die Auswahlmannschaften anderer nationaler Verbände, aber auch bei der Europameisterschaft des europäischen Kontinentalverbandes UEFA oder der Fußball-Weltmeisterschaft der FIFA, repräsentiert. Ab der Saison 2018/19 wird sie alle zwei Jahre auch an der UEFA Nations League teilnehmen. Dort wird sie vermutlich in der 1. Division starten.
Zusammen mit Brasilien und Italien gehört die DFB-Auswahl zu den erfolgreichsten Fußballnationalmannschaften der Welt.
Die deutsche Fußballnationalmannschaft wurde bisher dreimal Fußball-Europameister, war 1988 und 2024 auch Gastgeber des Wettbewerbs. Fußball-Weltmeister wurde Deutschland viermal, dabei 1974 auch im eigenen Land. Ein zweites Mal hat Deutschland die Fußball-Weltmeisterschaft 2006 ausgetragen.
(Zwischen 1952 und 1990 existierte parallel auch eine Fußballnationalmannschaft der DDR)

### Teilnahme an denFußball-Weltmeisterschaften
(* Elfmeterschießen als Sieg oder Niederlage gewertet, siehe 1982 bis 1990 und 2006)
| Jahr | Gastgeber          | Ergebnis          | S | U | N | Tore  |
| ---- | ------------------ | ----------------- | - | - | - | ----- |
| 1934 | Italien            | Platz 3           | 3 | 0 | 1 | 11:8  |
| 1938 | Frankreich         | Achtelfinale      | 0 | 1 | 1 | 3:5   |
| 1954 | Schweiz            | Weltmeister       | 5 | 0 | 1 | 25:14 |
| 1958 | Schweden           | Platz 4           | 2 | 2 | 2 | 12:14 |
| 1962 | Chile              | Viertelfinale     | 2 | 1 | 1 | 4:2   |
| 1966 | England            | Vize-Weltmeister  | 4 | 1 | 1 | 15:6  |
| 1970 | Mexiko             | Platz 3           | 4 | 1 | 1 | 17:10 |
| 1974 | Deutschland        | Weltmeister       | 6 | 0 | 1 | 13:4  |
| 1978 | Argentinien        | Zweite Finalrunde | 1 | 4 | 1 | 10:5  |
| 1982 | Spanien            | Vize-Weltmeister  | 4 | 1 | 2 | 12:10 |
| 1986 | Mexiko             | Vize-Weltmeister  | 4 | 1 | 2 | 8:7   |
| 1990 | Italien            | Weltmeister       | 6 | 1 | 0 | 15:5  |
| 1994 | USA                | Viertelfinale     | 3 | 1 | 1 | 9:7   |
| 1998 | Frankreich         | Viertelfinale     | 3 | 1 | 1 | 8:6   |
| 2002 | Japan und Südkorea | Vize-Weltmeister  | 5 | 1 | 1 | 14:3  |
| 2006 | Deutschland        | Platz 3           | 6 | 0 | 1 | 14:6  |
| 2010 | Südafrika          | Platz 3           | 5 | 0 | 2 | 16:5  |
| 2014 | Brasilien          | Weltmeister       | 6 | 1 | 0 | 18:4  |
| 2018 | Russland           | Gruppenphase      | 1 | 0 | 2 | 2:4   |
| 2022 | Katar              | Gruppenphase      | 1 | 1 | 1 | 6:5   |

### Teilnahme an denFußball-Europameisterschaften
(* Elfmeterschießen als Sieg oder Niederlage gewertet, siehe 1976 und 1996)
| Jahr | Gastgeber                     | Ergebnis           | S | U | N | Tore |
| ---- | ----------------------------- | ------------------ | - | - | - | ---- |
| 1972 | Belgien                       | Europameister      | 2 | 0 | 0 | 5:1  |
| 1976 | Jugoslawien                   | Vize-Europameister | 1 | 0 | 1 | 6:4  |
| 1980 | Italien                       | Europameister      | 3 | 1 | 0 | 6:3  |
| 1984 | Frankreich                    | Gruppenspiele      | 1 | 1 | 1 | 2:2  |
| 1988 | Deutschland                   | Halbfinale         | 2 | 1 | 1 | 6:3  |
| 1992 | Schweden                      | Vize-Europameister | 2 | 1 | 2 | 7:8  |
| 1996 | England                       | Europameister      | 5 | 1 | 0 | 10:3 |
| 2000 | Belgien und Niederlande       | Gruppenspiele      | 0 | 1 | 2 | 1:5  |
| 2004 | Portugal                      | Gruppenspiele      | 0 | 2 | 1 | 2:3  |
| 2008 | Österreich und Schweiz        | Vize-Europameister | 4 | 0 | 2 | 10:7 |
| 2012 | Polen und Ukraine             | Halbfinale         | 4 | 0 | 1 | 10:6 |
| 2016 | Frankreich                    | Halbfinale         | 4 | 1 | 1 | 13:8 |
| 2021 | 11 Städte in Europa und Asien | Achtelfinale       | 1 | 1 | 2 | 6:7  |
| 2024 | Deutschland                   | Viertelfinale      | 3 | 1 | 1 | 11:4 |

### Teilnahmen amFIFA-Konföderationen-Pokal
| Jahr | Gastgeber   | Ergebnis      | S | U | N | Tore  |
| ---- | ----------- | ------------- | - | - | - | ----- |
| 1999 | Mexiko      | Gruppenspiele | 1 | 0 | 2 | 2:7   |
| 2005 | Deutschland | Platz 3       | 3 | 1 | 1 | 15:11 |
| 2017 | Russland    | Sieger        | 5 | 1 | 0 | 12:5  |

### Teilnahme an derUEFA Nations League
| Jahr    | Gastgeber | Ergebnis              | S | U | N | Tore  |
| ------- | --------- | --------------------- | - | - | - | ----- |
| 2018/19 | Europa    | 1. Division, 3. Platz | 0 | 2 | 2 | 3:7   |
| 2020/21 | Europa    | 1. Division, 2. Platz | 2 | 3 | 1 | 10:13 |
| 2022/23 | Europa    | 1. Division, 3. Platz | 1 | 4 | 1 | 11:9  |

## Der deutsche Ligafußball

### Anfänge des organisierten Fußballs
Bereits nach der Gründung der ersten Vereine und Fußballverbände im ausgehenden 19. Jahrhundert wurde Fußball in organisierten Ligen gespielt. Die höchsten Ligen waren zahlreiche regionale Staffeln, die häufig als Bezirksliga oder Bezirksklasse, teilweise auch schon als Gauliga bezeichnet wurden. Seit 1903 wurde eine Endrunde zur deutschen Meisterschaft ausgetragen, an der die besten Mannschaften der verschiedenen Regionen teilnahmen. Aufgrund der an die 500 „Erstligisten“ in den einzelnen regionalen Ligen war die Leistungsdichte der Mannschaften sehr unterschiedlich, und auf einem recht niedrigen Niveau. So sorgte die Zersplitterung in kleine regionale Ligen bei den Vereinen immer wieder für Unmut. In Norddeutschland fiel aufgrund der Fußball-Revolution die komplette Spielzeit 1928/29 aus. Zehn norddeutsche Spitzenvereine um den Hamburger SV und Holstein Kiel hatten eine eigene Spielrunde aus Protest gegen die Zersplitterung eingeführt. Am Ende kam es immerhin zu einer Halbierung der norddeutschen „Spitzenklasse“ auf nur noch sechs Ligen. Auch hierdurch motiviert forderte der damalige DFB-Präsident Felix Linnemann bereits 1932 die Einführung einer „Reichsliga“ – einer Profiliga, in der die besten Vereine den Deutschen Meister ausspielen sollten. Das Vorhaben wurde jedoch von den Regionalverbänden abgewiesen, und so wurde bis zur Einführung der Bundesliga im Jahr 1963 der Deutsche Meister in einer Endrunde mit Gruppenspielen und Finalspielen ermittelt.

### Die Gauligen
Nach der nationalsozialistischen Machtergreifung wurde auch die Fußballmeisterschaft grundlegend neu organisiert. Nach der Auflösung der Landesverbände durch den Deutschen Reichsbund für Leibesübungen wurden 1933 die Gauligen geschaffen. Die zunächst 16 Gaue mit jeweils zehn Mannschaften entsprachen den damaligen Ländergrenzen. Später entstanden in Gebieten, die dem eigentlichen Deutschen Reich angegliedert wurden, weitere Gauligen.
Der Deutsche Meister wurde in dieser Zeit ebenfalls in einer Endrunde ermittelt. Die Gaumeister wurden zunächst in vier Gruppen zu vier Mannschaften eingeteilt, die jeweils in Hin- und Rückspiel gegeneinander antraten. Die Erstplatzierten bestritten anschließend auf neutralen Plätzen Halbfinals und Endspiel sowie ab 1936 auch ein Spiel um den dritten Platz. Durch die neu entstandenen Gauligen in den hinzugewonnenen Gebieten, und die Unterteilung der größeren Gaue im Zweiten Weltkrieg stieg die Zahl der Endrundenteilnehmer auf bis zu 31 an. Ab 1942 wurde daher der deutsche Meister ohne Gruppenspiele im K.-o.-System ermittelt. Die Gegner wurden einander dabei nicht durch das Los, sondern nach geographischen Gesichtspunkten zugeteilt.
Aufgrund des Zweiten Weltkrieges beendeten die meisten Gauligen die Spielzeit 1944/45 nicht mehr. Mit der Kapitulation des Deutschen Reiches wurden die Gauligen aufgelöst.

### Die Zeit der Oberligen
Recht schnell nach Ende des Zweiten Weltkrieges wurde 1945 in der amerikanischen Besatzungszone die Oberliga Süd gegründet, ihr folgten die Gründung der Oberligen Südwest (Anfang 1946), West und Nord (jeweils 1947). Zonenmeisterschaften gab es seit 1945/46 in der amerikanischen und französischen Zone sowie in der Vier-Zonen-Stadt Berlin seit 1946/47 in der britischen Zone und seit 1947/48 in der sowjetischen. Eine Endrunde zur deutschen Meisterschaft wurde im Anschluss an die Spielzeit 1947/48 erstmals wieder ausgetragen. In der sowjetischen Besatzungszone wurde der Ostzonenmeister 1947 und 1948/49 zuerst im Pokalmodus ausgespielt, bis 1949 die DS-Oberliga eingeführt wurde. Bis zur Einführung der Bundesliga im Jahr 1963 waren die Oberligen die höchste Spielklasse im deutschen Fußball. Die bestplatzierten Mannschaften der einzelnen Oberligen spielten gemeinsam mit dem Meister der Berliner Stadtliga den deutschen Meister in einer Endrunde aus.
Als zweite deutsche Vertragsspielerklasse existierte unterhalb der Oberligen im Süden, Südwesten und Westen eine 2. Oberliga. Nur im Norden und in Berlin gab es diese „alten“ zweiten Ligen nicht. Hier folgten unterhalb der Oberliga gleich die Amateurligen. Die höchsten Ligen im Amateurbereich wurden als 1. und 2. Amateurliga bezeichnet. Unter ihnen folgten die A-, B- und C-Klassen.

### Gründung der Bundesliga
1962 – wenige Wochen, nachdem die deutsche Nationalmannschaft bei der WM in Chile im Viertelfinale ausgeschieden war – schlug der spätere DFB-Präsident Hermann Neuberger die Schaffung einer einheitlichen höchsten Spielklasse vor. Am 28. Juli 1962 beschloss der DFB-Bundestag in Dortmund schließlich die Einführung der Bundesliga zur Saison 1963/64. Mit Einführung der Bundesliga wurden die Oberligen aufgelöst. Die Mannschaften, die sich nicht für die neugeschaffene Bundesliga qualifizieren konnten, wurden in die unterhalb der Bundesliga als zweithöchste deutsche Spielklasse eingeführte Regionalliga eingeordnet.
Zur Erhöhung der Leistungsdichte ersetzte 1974 die 2. Bundesliga die Regionalligen als Unterbau der Bundesliga. Im Amateurbereich konzentrierten sich ab 1978 die Kräfte durch die Einführung der Amateuroberligen als höchste Amateurklasse. 1994 wurden die Regionalligen als dritthöchste Spielklasse wiedereingeführt. In der Saison 2008/09 wurde die 3. Liga als dritthöchste Spielklasse zwischen der 2. Bundesliga und den Regionalligen eingeführt.

## Die deutschen Pokalwettbewerbe

### DFB-Pokal
In der Hauptrunde des DFB-Pokals spielen alle Mannschaften der ersten beiden Profi-Ligen und qualifizierte Amateurmannschaften im K.-o.-System um den DFB-Pokal.

### Supercup
Der DFB-Supercup wurde zwischen 1987 und 1996 zwischen Meister und Pokalsieger ausgetragen. Bei einem Double aus Meisterschaft und Pokalsieg wäre der Pokalfinalist angetreten. Seit 2010 wird der DFL-Supercup ausgetragen. Hier nimmt bei einem Doublesieg eines Vereins jedoch der Vizemeister statt des Pokalfinalisten teil.
- Liste der DFB-/DFL-Supercup-Spiele

### Ligapokal
Am Ligapokal (oder auch „Premiere-Ligapokal“) nahmen der Deutsche Meister, der Vizemeister, die nächstfolgenden fünf bestplatzierten Vereine der Bundesliga-Abschlusstabelle der vorangegangenen Spielzeit sowie der DFB-Vereinspokal-Sieger teil. War ein Verein doppelt qualifiziert, so wurde der freigebliebene Startplatz an einen nachrückenden Bundesligisten übertragen. Eine gleichzeitige Teilnahme am UEFA Intertoto Cup und am Premiere-Ligapokal war ausgeschlossen. Nach der Austragung 2007 wurde der Wettbewerb aufgrund des geringen Interesse bis auf Weiteres eingestellt.

### Hallenmasters
Der DFB-Hallenpokal wurde von 1988 bis 2001 offiziell unter der Schirmherrschaft des DFB ausgetragen. In Vorrunden durften Bundesligisten, Amateure und ausländische Teams spielen. Hier ging es um sogenannte Masterspunkte um sich für die Endrunde (Masters) zu qualifizieren. Diese fand meistens in Dortmund oder München statt. Für die Endrunde waren der Gastgeber, der Meister, der Pokalsieger und der Titelverteidiger qualifiziert. Der Austragungsmodus wurde öfter verändert.

## Deutsche Mannschaften in internationalen Wettbewerben
Die besten deutschen Mannschaften qualifizieren sich jährlich für die Teilnahme an der Champions League (bis 1992 Europapokal der Landesmeister) und der Europa League (bis 2009 UEFA-Pokal). Zudem gab es bis 1999 den Europapokal der Pokalsieger. Eine Übersicht über alle deutschen Teilnehmer im Europapokal ist in der Liste der deutschen Teilnehmer an europäischen Vereinswettbewerben im Fußball zu finden.
Deutsche Vereinsmannschaften waren in der Vergangenheit bei den europäischen Pokalwettbewerben recht erfolgreich. Seit dem ersten Europapokalgewinn durch Borussia Dortmund im Jahr 1966 konnten acht weitere deutsche Mannschaften insgesamt 20 europäische und vier interkontinentale Titel erringen:
| Verein                   | Champions League | Europapokal der Pokalsieger | UEFA-Pokal | UEFA Supercup | Weltpokal / Klub-WM |
| ------------------------ | ---------------- | --------------------------- | ---------- | ------------- | ------------------- |
| FC Bayern München        | 6                | 1                           | 1          | 2             | 4                   |
| Borussia Dortmund        | 1                | 1                           | 0          | 0             | 1                   |
| Hamburger SV             | 1                | 1                           | 0          | 0             | 0                   |
| 1. FC Magdeburg          | 0                | 1                           | 0          | 0             | 0                   |
| Werder Bremen            | 0                | 1                           | 0          | 0             | 0                   |
| Borussia Mönchengladbach | 0                | 0                           | 2          | 0             | 0                   |
| Eintracht Frankfurt      | 0                | 0                           | 2          | 0             | 0                   |
| Bayer 04 Leverkusen      | 0                | 0                           | 1          | 0             | 0                   |
| FC Schalke 04            | 0                | 0                           | 1          | 0             | 0                   |

### Europapokal der Landesmeister und Champions League
Der Europapokal der Landesmeister (seit 1992/93 als Champions League geführt) als bedeutendster europäische Pokalwettbewerb für Vereinsmannschaften wurde von drei verschiedenen deutschen Vereinen gewonnen. Der FC Bayern München trug sich insgesamt sechsmal in die Siegerliste ein (1974, 1975, 1976, 2001 und 2013 und 2020). Jeweils einmal entschieden der Hamburger SV (1983) und Borussia Dortmund (1997) den Wettbewerb für sich.

### Europapokal der Pokalsieger
Der Europapokal der Pokalsieger, der bis zu seiner Einstellung im Jahr 1999 der zweitwichtigste europäische Pokalwettbewerb nach dem Europapokal der Landesmeister war, wurde von insgesamt fünf deutschen Mannschaften gewonnen. Der erste deutsche Gewinner des seit der Saison 1960/61 ausgetragenen Wettbewerbs war Borussia Dortmund im Jahr 1966. Damit waren die Dortmunder auch die erste deutsche Mannschaft überhaupt die einen europäischen Wettbewerb gewann.
Neben Borussia Dortmund gewannen als weitere deutsche Mannschaften FC Bayern München (1967), der Hamburger SV (1977) und Werder Bremen (1992) den Europapokal der Pokalsieger. Zudem
feierte der 1. FC Magdeburg 1974 als einzige Mannschaft im DDR-Fußball mit dem Europapokal der Pokalsieger den Gewinn eines europäischen Cupwettbewerbes.
Der europäische Pokalsieger-Wettbewerb wurde nach der Saison 1998/99 eingestellt. Der letzte deutsche Verein in einem Finale des Europapokal der Pokalsieger war der VfB Stuttgart, der dieses in der Saison 1997/98 jedoch gegen den FC Chelsea mit 0:1 verlor.
Des Weiteren verloren folgende deutsche Mannschaften ihre Endspiele: TSV 1860 München (1965), Hamburger SV (1968), Fortuna Düsseldorf (1979), FC Carl Zeiss Jena (1981) und 1. FC Lokomotive Leipzig (1987, beide DDR).

### UEFA-Pokal und Europa League
Die UEFA Europa League, an der die besten nationalen Mannschaften, die nicht für die Champions League qualifiziert sind, teilnehmen, wurde 1972 unter dem Namen UEFA-Pokal als Ersatz für den Messestädte-Pokal ins Leben gerufen. Der Wettbewerb wurde sechsmal von fünf verschiedenen deutschen Mannschaften gewonnen. Als erste deutsche Mannschaft gewann Borussia Mönchengladbach den Wettbewerb 1975 und 1979. Weitere deutsche Titelträger waren Eintracht Frankfurt (1980 und 2022), Bayer 04 Leverkusen (1988), FC Bayern München (1996) und der FC Schalke 04 (1997). Im Endspiel verloren Borussia Mönchengladbach 1980, Hamburger SV 1982, 1. FC Köln 1986, VfB Stuttgart 1989, Borussia Dortmund 1993 und 2002 sowie Werder Bremen 2009.

### UEFA Supercup
Der UEFA Supercup wird seit 1972 einmal jährlich zwischen den Gewinnern der UEFA Champions League und der UEFA Europa League (bis 1999 des Europapokals der Pokalsieger) ausgetragen und gilt als Eröffnungsspiel der folgenden Saison im europäischen Vereinsfußball. Es gab bisher zehn Endspiele mit deutscher Beteiligung, von denen der FC Bayern München in den Jahren 2013 und 2020 zwei gewonnen konnte. Der Hamburger SV, Borussia Dortmund, der SV Werder Bremen sowie Eintracht Frankfurt waren bei ihren Finalteilnahmen jeweils unterlegen.

### Weltpokal und Klub-WM
Der Weltpokal wurde als interkontinentaler Wettbewerb zwischen 1960 und 2004 jährlich zwischen dem Gewinner der europäischen Champions League (bis 1992 Europapokal der Landesmeister) und dem Gewinner der südamerikanischen Copa Libertadores ausgespielt. Zwei deutsche Klubs gewannen den Titel: der FC Bayern München (1976 und 2001) und Borussia Dortmund (1997). Seit 2005 wird als Weiterführung die FIFA-Klub-Weltmeisterschaft ausgetragen, die der FC Bayern München als bisher einziger deutscher Teilnehmer 2013 und 2020 für sich entscheiden konnte.

## Fußball in der DDR
Der Fußball in der DDR war stark von staatlicher Lenkung geprägt. So hatten das Potsdamer Abkommen und die Beschlüsse des alliierten Kontrollrates u. a. zur Folge, dass in der DDR im Gegensatz zur BRD sämtliche bürgerlichen Fußballvereine als Unterorganisationen der NSDAP verboten und aufgelöst wurden, um zu verhindern, dass aus ihnen erneut „Pflanzstätten soldatischer Tugend“ werden.

## Frauenfußball
Der Frauenfußball entwickelte sich zwischen den Weltkriegen in Deutschland im Vergleich zu einigen Nachbarländern nur zaghaft; im Nationalsozialismus war er ideologisch unerwünscht; trotz des Gewinns der Männer-WM 1954 wurde der neuerlich aufkeimende Frauenfußball 1955 im Zuständigkeitsbereich des DFB verboten und erst Ende 1970 wieder zugelassen.
Erst in den letzten Jahren wurde der Frauenfußball in Deutschland eine der am schnellsten wachsenden Sportarten. Nicht zuletzt dank der Erfolge der Nationalmannschaft und der Vereinsmannschaften hat er sich von einer Randsportart zu einem gesellschaftlich akzeptierten Sport gemausert.

## Amateur- und Jugendfußball
Auch im Kinder- und Jugendbereich ist Fußball die beliebteste Sportart. Man unterteilt in verschiedene Altersklassen:
- G-Junioren 4 bis 6 Jahre
- F-Junioren 6 bis 8 Jahre
- E-Junioren 8 bis 10 Jahre
- D-Junioren 10 bis 12 Jahre
- C-Junioren 12 bis 14 Jahre
- B-Junioren 14 bis 16 Jahre
- A-Junioren 16 bis 18 Jahre

Der Stichtag ist seit 1997 jeweils der 1. Januar. Zuvor wurde am 1. August jedes Jahres die Klassen-Neuordnung vorgenommen, um den Sprung in eine neue Mannschaft mit dem Schuljahreswechsel zu verbinden. Der neue Stichtag wurde gewählt, weil in anderen Ländern der 1. Januar schon länger als Stichtag eingeführt war, und es somit bei internationalen Vergleichen mit Gegnern, die im Durchschnitt fast ein halbes Jahr älter als die DFB-Junioren waren, zu Benachteiligungen gekommen war.
Seit 1969 gibt es auch bei den 16- bis 18-jährigen Jugendlichen deutsche Meisterschaften. Anfangs mussten sich die Teams zunächst in ihrer Gruppe und bei den Bezirksmeisterschaften durchsetzen. Die Sieger der einzelnen Bezirke traten daraufhin gegeneinander an, um den Landesmeister zu ermitteln. Die Landesmeister wiederum spielten den Bundessieger, sprich den deutschen Meister aus.
Später wurden Regionalligen als höchste Spielklassen bei den A-Junioren eingeführt. 2003 folgte die A-Junioren-Bundesliga in drei Staffeln. Die Meister der Staffeln sowie der Vizemeister der Staffel Süd/Südwest spielen im K.-o.-System den nationalen Titelträger aus. Zudem gibt es bei den A-Junioren mit dem DFB-Jugend-Kicker-Pokal auch einen eigenen Pokalwettbewerb.
Die 14- bis 16-jährigen B-Junioren ermitteln seit 1977 einen deutschen Meister.

## Das Umfeld des Fußballs

### Stadien

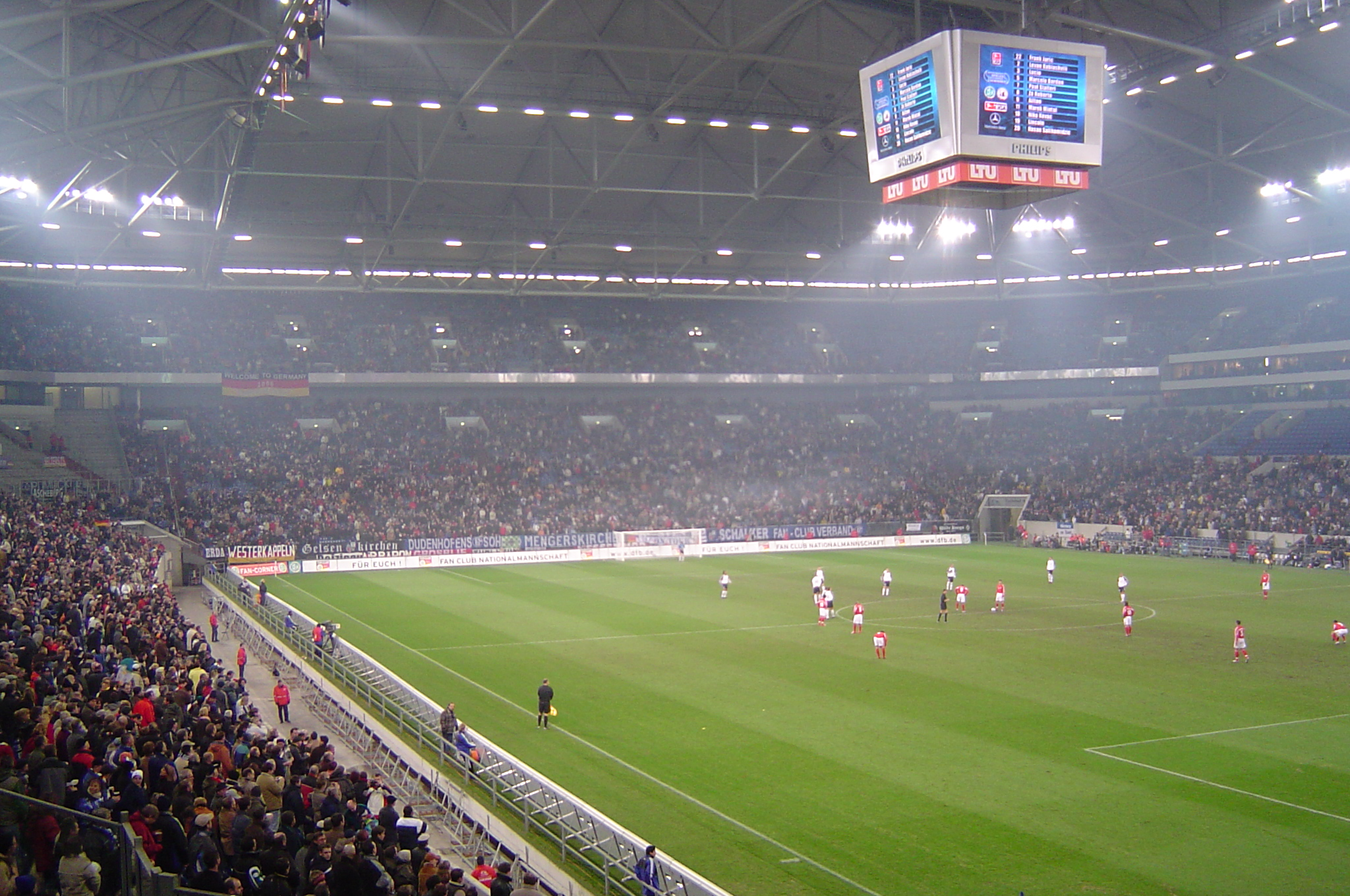
Veltins-Arena, Gelsenkirchen

Mit einem Fassungsvermögen von 81.365 Zuschauern einschließlich Stehplätzen (bei reiner Sitzplatzbelegung 66.099) ist das Westfalenstadion in Dortmund das größte deutsche Fußballstadion, gefolgt von dem Olympiastadion in Berlin, das für 74.475 Zuschauer Platz bietet, und der am 30. Mai 2005 eröffneten Allianz Arena in München (69.344 Sitzplätze, 75.021 mit Stehplätzen).
Die Qualität der deutschen Stadien ist im internationalen Vergleich sehr hoch. Dies lässt sich unter anderem daran ablesen, dass sechs deutsche Arenen das Prädikat Fünfsternestadion tragen und somit berechtigt sind, Champions-League- sowie Welt- und Europameisterschaftsendspiele auszutragen. Die meisten Bundesligastadien wurden in den Jahren ab 2000 (teilweise im Rahmen der WM-Vorbereitung) umfassend modernisiert.
Durch die strengen Richtlinien des DFL sind auch die Spielstätten der 2. Bundesliga in einem guten Zustand. Die Stadien in Köln und Kaiserslautern genügten den strengen FIFA-Kriterien und zählten zu den Austragungsorten der WM 2006. Nachdem der Bauboom zunächst hauptsächlich in den Stadien der ersten Liga zu beobachten war, werden inzwischen auch in der zweiten und dritten Liga neue, moderne Stadien errichtet.
Zwar gibt es in Deutschland keine Sitzplatzpflicht, doch ist der Stehplatzanteil in den großen Stadien in den letzten Jahren gesunken. Gleichzeitig werden aus wirtschaftlichen Gründen vermehrt VIP-Logen in die Fußballstadien einbezogen. Die Ticketpreise in Deutschland sind deutlich niedriger als in Italien und England, allerdings steigen die Eintrittspreise in Deutschland stärker als das durchschnittliche Preisniveau.

### Fans

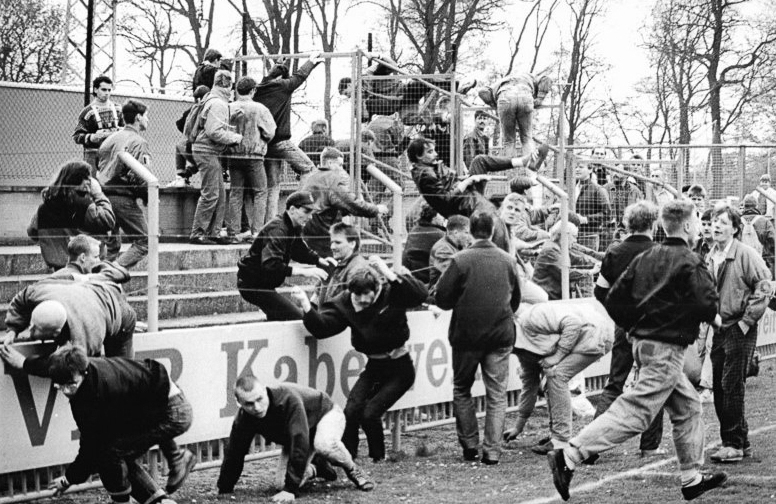
Ausschreitungen beim FDGB-Pokalspiel 1990 zwischen dem 1. FC Lokomotive Leipzig und Dynamo Schwerin

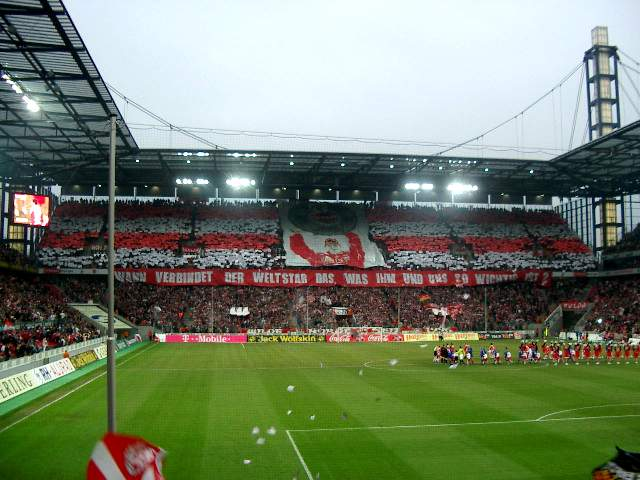
Choreographie der Wilden Horde vom 1. FC Köln

Rund um den Fußball in Deutschland hat sich eine interessante Fan-Kultur entwickelt. Im Gegensatz zu anderen europäischen Ländern wie England, Italien oder Spanien dauerte dies in Deutschland jedoch bis Anfang der 1970er Jahre. Zuvor waren die Zuschauer in deutschen Stadien eher zurückhaltend. Gelegentlich sah man Fahnen, und auch Fanfaren oder Tröten waren gebräuchlich, um die eigene Mannschaft anzufeuern. Gejubelt wurde jedoch meist nur, wenn sich auf dem Platz etwas ereignete.
Dies änderte sich ab den 1970er Jahren, als die Fans mehr und mehr Bestandteil des Spiels wurden und die zwei Hauptkulturen, die vor allem aus England und Italien stammen, in Deutschland ausbreiteten. Das eine waren die Hooligans, das andere die Ultra-Bewegung. In den 1970er und 1980er Jahren waren die meisten Fans so genannte „Kutten“ oder „Kuttenträger“. Es gab keine Sicherheitsmaßnahmen, und so vermischten sich die verschiedenen Gruppen vor und nach den Spielen, und es kam zu Kämpfen zwischen den rivalisierenden Fangruppen. Dies war die Keimzelle der Hooligans in Deutschland, die zwischenzeitlich jedoch an Bedeutung verloren haben.
Mit dem Verschwinden der „Kuttenträger“ und Hooligans begann die Ultrà-Bewegung in deutschen Stadien. Im Unterschied zu Hooligans steht bei Ultras der Fußball im Vordergrund und nicht die Gewalt. Schlägereien und Kämpfe sind aber auch ein Bestandteil der Ultra-Kultur, einige deutsche Gruppen distanzieren sich jedoch, teilweise unter dem Eindruck des polizeilichen Vorgehens gegen die Gewalttäter, von Gewalt. Allerdings gerät das Klauen von gegnerischen Fanutensilien, insbesondere von Schals und Zaunfahnen, immer mehr in Mode.
Deutschland erreichte die Ultra-Bewegung erst Anfang der 1990er. Mittlerweile existieren bei fast allen Vereinen der oberen drei Ligen, aber auch in hierarchisch tieferen Spielklassen Gruppen, die sich selbst als Ultras sehen. In vielen Fanszenen spielen die Ultras allein schon deswegen eine dominante Rolle, weil es keine weiteren Gruppierungen gibt, die ihnen diesen Platz streitig machen können. Das daraus resultierende Missverständnis, die Ultras hätten einen Alleinvertretungsanspruch der Kurve und Befehlsgewalt über den Fanblock, führt immer wieder zu Konflikten zwischen Ultras und unorganisierten Fans.
Die Mehrheit der deutschen Ultra-Gruppierungen bezeichnet sich als unpolitisch, was allerdings nicht immer der Realität entspricht; in vielen Stadien Deutschlands haben sich rechte Elemente, zum Beispiel bei Dynamo Berlin, etabliert. Mit dem FC St. Pauli und 1. FC Union Berlin wird hingegen eine eher linke Fankultur verbunden. Den meisten Ultras in Deutschland geht es um eine „Verbesserung der Stimmung“ und ein Zugehörigkeitsgefühl zu einer festen Bezugsgruppe. Damit sehen sie sich als „Gegenpol zum unkritischen und konsumierenden Mainstream in den deutschen Fußballstadien“, der damit einhergehende Fanatismus jedoch mündet nicht ganz selten in Gewalt gegeneinander, die Übergänge zur Hooliganszene sind mitunter fließend.
Obwohl Feuerwerkskörper aller Art in deutschen Stadien verboten sind, kommt Pyrotechnik insbesondere in Form von bengalischen Feuern und ähnlichen Mitteln sowohl in der Bundesliga und im DFB-Pokal, als auch in unterklassigen Ligen häufig zum Einsatz.

### Korruption und Wettskandal
- Bundesliga-Skandal
- Fußball-Wettskandal 2005

### Kommerzialisierung des Fußballs
- Trikotwerbung
- Sponsoring

### Fernsehen/Medien
Der älteste erhaltene deutsche Fußballfilm zeigt Aufnahmen des Halbfinales der Deutschen Meisterschaft 1910 zwischen dem KFV und dem FC Phönix. Der etwa drei Minuten lange Film zeigt einige Flanken und Spielszenen auf Strafraum-Höhe. Tore sind im Film nicht zu sehen. Aufgenommen wurde der Film in der Heimstätte des KFV, im Stadion an der Telegraphenkaserne.
Am 26. Dezember 1952 wurde mit dem DFB-Pokal-Spiel FC St. Pauli gegen den Duisburger Stadtteilverein Hamborn 07 auf dem Hamburger Heiligengeistfeld (heute Millerntor-Stadion), das erste Fußballspiel im deutschen Fernsehen live ausgestrahlt. Die Hamborner gewannen die Achtelfinalepartie mit 4:3. Die erste Fernseh-Direktübertragung eines Ligapunktspiels wurde am 26. Oktober 1957 ebenfalls aus Hamburg von der Adolf-Jäger-Kampfbahn in Altona gesendet. Im Oberliga-Nord-Spiel trafen Altona 93 und Holstein Kiel aufeinander (0:0).
Das erste Länderspiel der Frauen wurde am 28. Juni 1989 in Siegen im Fernsehen live übertragen. Bei der Heim-Europameisterschaft 1989 siegte die deutsche Fußballnationalmannschaft der Frauen im Halbfinale gegen Italien im Elfmeterschießen.

## Reportagen, Dokumentationen
- Rainer Fromm, Udo Frank: Das dunkle Erbe – Nazis im deutschen Fußball (ZDF History) in der ZDF-Mediathek. Video (44 Min.), abrufbar bis 27. November 2026
- MrWissen2go Geschichte: Fußball im Nationalsozialismus auf YouTube, 11. August 2022 (Laufzeit: 15:13 min).
- Torsten Körner: Schwarze Adler. Deutschland, 2021.
- MrWissen2go Geschichte: Die Geschichte des deutschen Fußballs auf YouTube, 5. August 2021 (Laufzeit: 14:22 min).
- Die sieben Geheimnisse des deutschen Fußballs. (YouTube-Video – 42:48 min.) ZDF-History, Mai 2010.

## Belege und Anmerkungen
1. ↑  Andreas Wittner: Als die Engländer noch dauernd siegten. In: welt.de. Die Welt, 4. Juli 2006, abgerufen am 27. Juni 2007.
2. ↑  Hans-Peter Hock: Der Dresden Football Club und die Anfänge des Fußballs in Europa. Arete-Verlag, Hildesheim 2016, ISBN 978-3-942468-69-5, S. 15–17.
3. ↑  Hans-Peter Hock, Matthias Sobottka: Neues zu den Anfängen des Fußballs in Deutschland. SportZeiten 17. Jahrgang 2017, Heft 1, S. 53–71.
4. ↑  Chronik. In: bfcgermania88.de. BFC Germania 1888, abgerufen am 20. Januar 2012.
5. ↑  Friedhard Teuffel: Der älteste Verein – ein kleiner Verein. In: Wolfgang Niersbach, Rudi Michel (Hrsg.): 100 Jahre DFB – Die Geschichte des Deutschen Fußball-Bundes. Sportverlag, Berlin 1999, ISBN 3-328-00850-0, S. 483.
6. ↑  Martin Krauss: Fußball im Konzentrationslager: Angstgegner Polen. In: taz.de. Die Tageszeitung, 17. Juni 2011, abgerufen am 20. September 2013.
7. ↑  Stefan Moser, Martin Rösch: U 21: Deutschland ist Europameister. In: Spox.com. Perform Media Deutschland, 29. Juni 2009, abgerufen am 23. Februar 2023.
8. ↑  Roberto Rosetti: Schiedsrichter der EURO 2024 werden wichtige Entscheidungen den Kapitänen erklären. In: uefa.com. UEFA, 14. Mai 2024, abgerufen am 15. Juni 2024.
9. ↑  DFB übernimmt »Kapitänsregel« – Fußball-EM 2024 als Vorbild. In: Der Spiegel. 16. Juli 2024, ISSN 2195-1349 (spiegel.de [abgerufen am 16. Juli 2024]).
10. ↑  Der älteste deutsche Fußballfilm. Abgerufen am 27. Mai 2022.
11. ↑  Hamborn 07: Das erste Fernsehspiel, ruhr-guide.de (Memento vom 4. November 2012 im Internet Archive)
12. ↑  Kultfaktor 10, holstein-kiel.de (Memento vom 17. Oktober 2014 im Internet Archive)
13. ↑  Oliver Fritsch: "Walter Jens sagte als Erster, wie gehorsam der DFB den Nazis gegenüber war". 2005 hat der Historiker Nils Havemann die NS-Vergangenheit des DFB in einer Auftragsarbeit analysiert. Sein Werk wird von Historikern kritisiert, auch von Ihnen. In: Zeit Online GmbH. 12. Juni 2013, abgerufen am 8. November 2024.